# Истмико-цервикальная недостаточность
И́стмико-цервика́льная недостаточность (лат. insufficientia isthmicocervicalis ; анат. isthmus [uteri] «перешеек матки» + cervix [uteri] «шейка матки») — патологическое состояние перешейка и шейки матки во время беременности, при котором они не способны противостоять внутриматочному давлению и удерживать увеличивающийся плод в полости матки до своевременных родов.

## Классификация
- Органическая (анатомическая):

1. врожденная (при генитальном инфантилизме и пороках развития матки);
2. приобретенная.

- функциональная (гормональная).[3]

## Этиология
Истмико-цервикальная недостаточность часто возникает во втором триместре беременности и может быть вызвана многоплодной беременностью, анатомическими особенностями шейки матки или гиперандрогенией надпочечникового генеза. Если истмико-цервикальная недостаточность развивается при многоплодной беременности, она может прогрессировать очень быстро после 22 недели беременности, поэтому еженедельный контроль за состоянием шейки матки является необходимым. Также регулярный инфекционный скрининг генитального тракта рекомендуется для профилактики активации инфекции, которая может поддерживать повышенный тонус матки.
Основные причины органической истмико-цервикальной недостаточности: повреждение шейки матки в патологических влагалищных родах при наложении акушерских щипцов, при крупном плоде и тазовых предлежаниях, а также вследствие грубого расширения цервикального канала при инструментальном аборте.
Функциональная истмико-цервикальная недостаточность предположительно развивается у женщин с дефицитом прогестерона, гиперандрогенией и дисплазией соединительной ткани.

## Методы коррекции ИЦН во время беременности

### Хирургическая коррекция
Хирургическая коррекция путем наложения кругового шва на шейку матки (цервикальный серкляж) синтетической лентой или нитью, эффективна при выполнении в сроках до 16-18 недель беременности. При оперативном вмешательстве в более поздние сроки эффективность достоверно снижается и возрастает риск осложнений.
При хирургическом методе коррекции используют наркоз, антибиотикотерапию и гормональные средства для снятия излишнего тонуса матки.
Осложнения хирургического метода лечения ИЦН: разрыв шейки матки, травма плодного пузыря, стимуляция родовой активности вследствие неизбежного выброса простагландинов при манипуляции, сепсис, эндотоксический шок, затруднения при родоразрешении, стеноз шейки матки, прорезывание швов, осложнения анестезии.

### Нехирургическая коррекция
Нехирургическая коррекция ИЦН с использованием поддерживающих акушерских пессариев различных конструкций используется в ряде стран (Германия, Франция) более 30 лет, в странах СНГ (Россия, Беларусь, Украина) — более 18 лет. Применяется с 14-15 до 22 недель беременности. Преимущества данного метода коррекции недостаточности шейки матки во время беременности в его атравматичности, достаточно высокой эффективности (85 %), безопасности, отсутствия воздействия на плод, возможности применять как амбулаторно, так и в условиях стационара при любом сроке беременности.
При анатомической ИЦН вне беременности применяют пластику шейки матки.